# Odznaka „Za Zasługi dla ZBoWiD”
Odznaka „Za Zasługi dla ZBoWiD” – odznaczenie okresu PRL przyznawane przez Związek Bojowników o Wolność i Demokrację.